# 考古学
考古学（こうこがく、英語: archaeology、archæology、archeology）は、人類が残した遺跡から出土した遺構などの物質文化の研究を通し、人類の活動とその変化を研究する学問である。
対して、歴史学は、文字による記録・文献に基づく研究を行う。

## 名称
考古学という名称は、古典ギリシャ語の ἀρχαιολογία （ἀρχαιο [古い] ＋ λογία [言葉、学問]、arkhaiologia アルカイオロギアー）から生まれ、それを訳して「考古学」とした。
英語ではarchaeologyという。米国を含む標準表記では -ae と綴るが、米語ではギリシア語由来の -ae の綴りを採らず、発音に合わせて単に -e と綴ることがある。
日本語の「考古学」（考古）という言葉は、明治初期には古き物を好むという意味で好古と記されていたが、古きを考察する学問だという考えからフィリップ・フランツ・フォン・シーボルトの次男ハインリヒ・フォン・シーボルトが1879年、日本の学会に贈った著書『考古説略』に、緒言を記した吉田正春が「考古学は欧州学課の一部にして、云々」とのべており、考古学という名前が使われた最初とされている。
佐原真によると「考古学の内容を正しく明確にしたのがシーボルトの『考古説略』であることは間違いない」が、「考古学」という名がはじめて現れたのは、1877年(明治10)、大森貝塚の遺物が天皇の御覧に供されることに決まった時の文部大輔田中不二麿か文部少輔神田孝平かの上申書のなかであるという説もある。
「考古」という漢語自体は古くからある（例えば、北宋の呂大臨『考古図』）。

## 概要
先史時代（文字により記録されるよりも前の時代）の人類についての研究が注目されるが、文字による記録のある時代（歴史時代）についても文献史学を補完するものとして、またはモノを通して過去の人々の生活の営み、文化、価値観、さらには歴史的事実を解明するために文献以外の手段として非常に重要であり、中世（城館跡、廃寺など）・近世（武家屋敷跡、市場跡など）の遺跡も考古学の研究分野である。近代においても廃絶した建物（汐留遺跡;旧新橋停車場跡など）や、戦時中の防空壕が発掘調査されることがある。
考古学は、遺物の型式学的変化と、遺構の切り合い関係や土層（遺物包含層）の上下関係といった層位学的な分析を通じて、出土遺物の通時的変化を組み立てる「編年」作業を縦軸とし、横軸に同時代と推察される遺物の特徴（例えば土器の施文技法や製作技法、表面調整技法など）の比較を通して構築される編年論を基盤として、遺物や遺構から明らかにできるひとつの社会像、文化像の提示を目指している。

## 考古学の位置付け
日本では従前より日本史学、東洋史学、西洋史学と並ぶ歴史学の四分野とみなされる傾向にあり、記録文書にもとづく文献学的方法を補うかたちで発掘資料をもとに歴史研究をおこなう学問ととらえられてきた。ヨーロッパでは伝統的に先史時代を考古学的に研究する「先史学」という学問領域があり、歴史学や人類学とは関連をもちながらも統合された学問分野として独立してとらえられる傾向が強い。
アメリカでは考古学は人類学の一部であるという見解が主流である。

## 考古学史
考古学は近代西洋に生まれた比較的新しい学問だが、前近代から世界の諸地域で考古学と類似する営みが学界内外で行われていた（好古家を参照）。
近代的な考古学は、18世紀末から19世紀にかけて、地質学者のオーガスタス・ピット・リバーズやウイリアム・フリンダース・ペトリらによって始められた。特筆すべき業績が重ねられてゆき、20世紀にはモーティマー・ウィーラーらに引き継がれた。1960年代から70年代にかけて物理学や数学などの純粋科学（理学）を考古学に取り入れたプロセス考古学（ニューアーケオロジー）がアメリカを中心として一世を風靡した。

### 日本考古学史

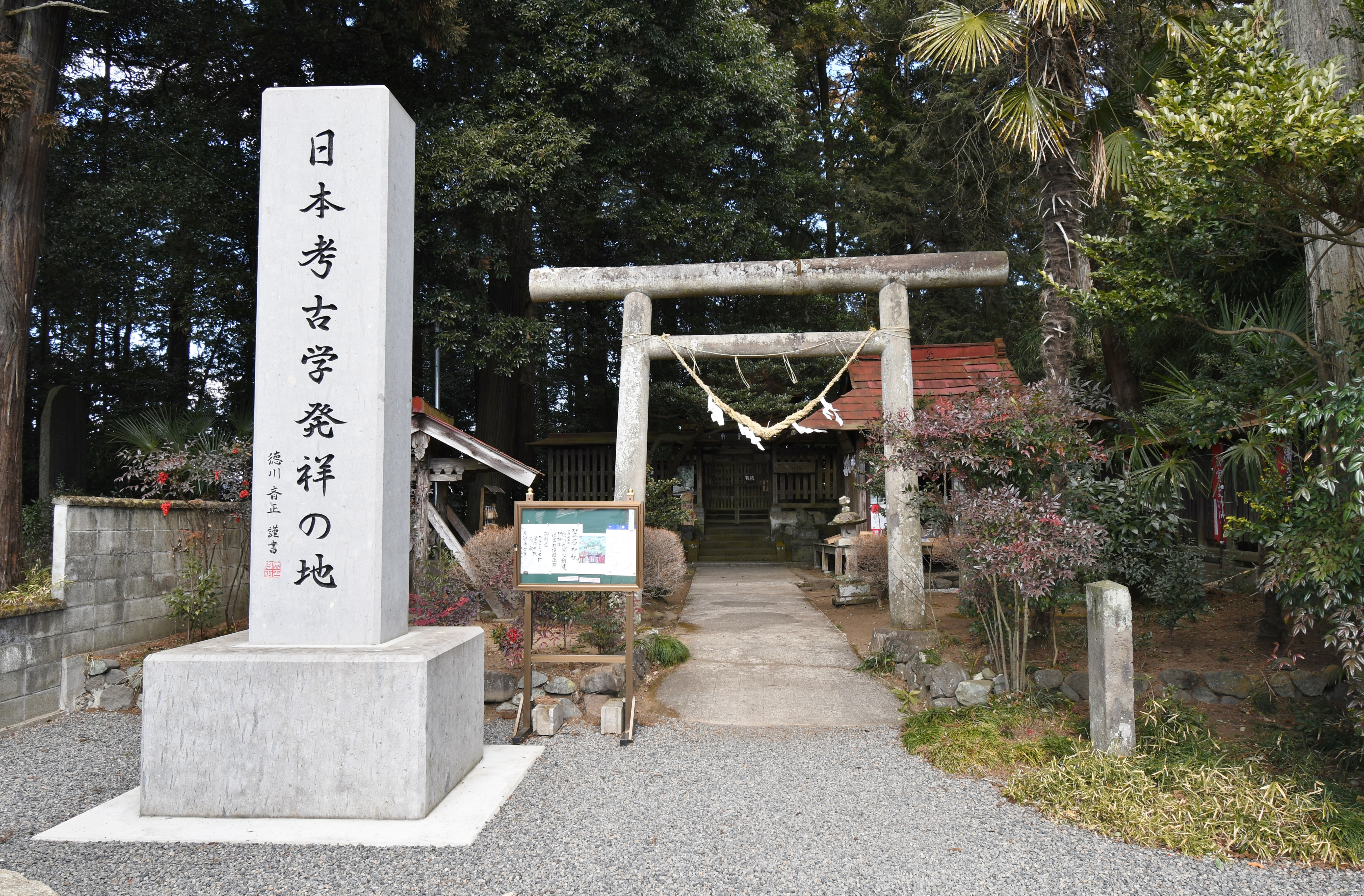
日本考古学発祥の地碑
那須国造碑のある笠石神社。碑文の検証のため徳川光圀による日本最初の発掘調査が上侍塚古墳・下侍塚古墳で実施された。

日本ではじめて先史時代遺物を石器時代・青銅器時代・鉄器時代の三時代区分法を適用したのがフィリップ・フランツ・フォン・シーボルトである。
日本では、動物学者エドワード・モースが1877年（明治10年）大森貝塚の調査を行ったのが、日本近代考古学のあけぼのとされる。しかしモースの教え子が本来の専攻である動物学に進んだため、モースが科学として開いた近代考古学は順調に進まなかった。むしろ、モースより先であったという説もある。同時期に大森貝塚を発掘調査したハインリヒ・フォン・シーボルト（小シーボルト、シーボルトの次男で外交官）の方が専門知識が豊富であり、モースの学説は度々ハインリヒの研究により論破されている。なお、日本においての考古学の最初の定義もこのハインリヒの出版した『考古説略』によってなされた。
アジア各地へ出て行く日本人学者には、興亜院・外務省・朝鮮総督府・満州国・満鉄・関東軍の援助があった。これらの調査研究も、皇国史観に抵触しない限り「自由」が保証された。中国学者（当時の呼称で支那学者）と一部との合作を企画して結成された東亜考古学会も、学者のあるべき姿として評価された。考古学者自身も進んで大陸に出かけていった。
宮崎県の西都原古墳群の発掘が県知事の発案で1912年（大正元年）から東京帝国大学（黒板勝美）と京都帝国大学（喜田貞吉・浜田耕作）の合同発掘が行われた。1917年（大正6年）京都帝国大学に考古学講座がおかれ、考古学講座初代教授の浜田耕作を中心に基礎的な古墳研究が始まった。大正時代は、考古学における古墳研究の基礎資料集積の時代であった。
また20世紀の間に、都市考古学、科学を利用した考古科学、ダムなどで考古学遺跡の破損が予定される現場での緊急発掘調査救出考古学（レスキュー・アーケオロジー）の発展が重要となった。
戦後になってからは皇国史観によらない実証主義的研究が大々的に可能となり、遺伝子研究や放射性炭素年代測定などの新技術の登場と合わせて飛躍的に発展した。
2000年に日本考古学界最大のスキャンダルと言われた旧石器捏造事件が発覚し、学者らの分析技術の未熟さ、論争のなさ、学界の閉鎖性などが露呈した。また、捏造工作をした発掘担当者のみに責を負わせ、約25年に渡って捏造を見逃した学識者の責任は不問となったことから、学界の無責任・隠蔽体質も指摘された。

## 現代考古学の特徴
現代考古学の特徴としては、
1. 他の学問分野（原子物理学、化学、地質学、土壌学、動物学、植物学、古生物学、建築学、人口統計学、冶金学、社会学、地理学、民俗学、文献学、認知科学など）との連携がいっそう進んでいること
2. 考古データの急増や研究の深まりを反映し、対象とする事象・時代・地域・遺構の種別などによって考古学そのものの細分化や専門化が著しいこと、また、新しい研究領域が生まれていることであれば大丈夫だというヌワラエリがあげられる。

## 考古学の諸分野
プロセス考古学/ニュー・アーケオロジー
60年代にアメリカの考古学者ルイス・ビンフォードが確立させた考古学的方法論。従来の伝播主義的考古学に反論し、社会内部あるいは社会間で働いている多様なプロセスを抽出し分析する事を目指している。そこでは、社会と自然環境の関係、生業や経済活動、集団内での社会関係、これらに影響を与えるイデオロギーや信仰、さらには社会単位間の相互交流の効果などが重要視されている。プロセス考古学の発展の中で、考古資料と過去に関する見解の橋渡しを行うための中範囲理論（Middle Range Theory）が登場し、その理論を実践するために実験考古学、民族考古学、歴史考古学が派生した。
実験考古学
過去の遺構・遺物を模式的に製作・使用・破棄する事によって、現在の遺構・遺物がどのような工程を経て現状に至ったのか考察する研究領域。例えば、原石から石器を製作して使用したり、粘土から土器を製作して調理を行ったりして使用痕を分析する。また、住居を建築した後、放火などの破棄を行ってその後の層位の堆積状況を観察する事もある。
民族考古学（ethnoarchaeology）
現存する伝統的文化を保持する小規模な民族集団を調査し、そこで得られた知見に基づいて、過去の考古学上のデータから様々な人間の活動パターンを復元する際の比較資料やモデルを作り出そうとしたり、ある考古学上の仮説を検討する基礎にしようと試みるものである。
歴史考古学 / 有史考古学（Historical archaeology）
考古学の研究法を、従来の文字の無かった時代だけでなく、文字史料が現存する時代にも応用しようとした研究。これにより文献資料では空白部分であった情報が、考古学資料によって補完されるようになった。日本では主に奈良時代以降を指すことが多い。遺構や遺物の存在が文献資料と食い違い、文献資料とは異なったり、また記録されていなかったり、不明瞭な記録に対して、全く違う事実が判明した例（法隆寺再建非再建論争などが顕著な例）もある。
ポスト・プロセス考古学
70年代、イギリスの考古学者イアン・ホダーとアメリカの考古学者マーク・レオーネを中心にプロセス考古学への批判から形成された。解釈学的考古学とも呼称される。構造主義・批判理論・新マルクス主義的思考に影響を受けつつ、一般化を避け「個別的説明」を行う傾向がある。
認知考古学
1990年代からよく使われるようになった。認知科学、心の科学などの研究成果を援用・応用した考古学的研究。過去に生きた人々の心の研究（推測や復元）は、検証可能性や実証性を保とうとすることが大変難しい。
計算考古学
認知考古学と同様に1990年代から使用され始めた。高度な計算技術を用いた考古学データの分析と解釈に焦点を当てたデジタル考古学の一分野である。この分野では、データモデリング、統計分析、コンピューターシミュレーションを用いて、過去の人間の行動や社会の発展を理解し再構築する。
産業考古学
戦跡考古学
近現代における国内の戦争の痕跡（戦争遺跡）を扱う我が国の近現代考古学の一分野。対象となる戦争遺跡は単に戦闘の跡に留まらず、師団司令部や航空機の墜落跡、掩体壕、水没艦船、防空壕、軍需工場、さらには現存する当時の精神的支柱（八紘一宇の塔・忠魂碑）などと、非常に多岐にわたる。1984年に沖縄県の當眞嗣一が提唱した。激戦地であった沖縄では、盛んに調査が行われている。戦跡考古学に対しては、民俗学や建築学など様々な方面からのアプローチが可能である。一部では外国の戦跡の研究（中国の虎頭要塞・731部隊施設の研究、南洋諸島に点在する旧日本軍の軍事兵器など）も行われている。研究者として、坂誥秀一らがあげられる。
水中考古学、海洋考古学
水中にある遺跡や遺物などを調査する考古学。19世紀スイスの杭上家屋跡の確認を契機に、フランスのクストーが世界各地の海底遺跡の調査を開始したのが始まりである。日本でも、地すべりで琵琶湖湖底に沈んだ古代の集落や、長崎県鷹島沖の元寇の際の沈没船などの研究が行なわれている。
宇宙考古学（衛星考古学）
1972年にランドサット1号が打ち上げられて以来、人工衛星データによる地球観測の技術は、気象、災害、環境、海洋、資源など、さまざまな分野の調査や研究に応用され、これまでに多くの成果をあげてきた。衛星に搭載されるセンサの解像力が高度化し、マイクロ波センサや赤外線により地表の状況がより明確に観測できるようになると、衛星データの応用範囲はさらに多様化し、密林や砂漠の下に埋もれた古代の都市や遺跡の検知なども可能となってきた。この宇宙からの情報技術を考古学研究に応用したのが宇宙考古学である。坂田俊文は、この方法によってエジプトの未知のピラミッドを発見している。
なお、疑似科学の古代宇宙飛行士説も「宇宙考古学」と称することがあるが、これとは完全に別物である。
環境考古学
文明や歴史を、その自然環境との関係を重視して研究する分野。1980年に安田喜憲が提唱した。1999年刊行の『新編高等世界史B』には、環境考古学の成果が採用された。2003年に入って、安田以外の研究者による環境考古学と題する本が刊行された。考古遺跡から出土する遺物の中でも、特に動植物遺体などの分析から、当時の食生活や漁獲対象、ひいては周辺の気候・植生を復元する考古学。分析する遺体は、貝殻・獣骨（動物考古学と限定することもある）などの比較的大きなものから、土壌を選別（篩掛け）することによって得られる花粉・寄生虫卵などがある。1980年代以降、考古学における理化学研究の進展に伴い提唱された。渡辺誠・松井章らによる研究が詳しい。
地震考古学
地震の痕跡を遺跡からさぐる学問。1980年代に寒川旭らの研究者により提唱された新しい研究領域である。
第二考古学
五十嵐彰が提唱する方法論上のカテゴリー。従来の考古学で主流をなしている編年研究、過去についての知識ではなく、考古学独自の思考方法を探ろうという観点に立つ。名称の適切さを含めて批判もあり、研究領域としての認知度は低い。

## 考古学の方法
1. データの収集
2. 年代の決定
3. 総合的解釈

## 考古学の資料
収集するデータは、人類の過去の活動や行為を示す物的証拠を収集すること。具体的には、①人類がある目的を持って製作・加工したもの、②人類によって利用された自然界の物質、③人類の活動や行為によって自然界に生じた変化を示す物的証拠があげられる。
- アンモグリフ（英語版） - 初期の人類によって作られたアート作品が化石化したもの。
- 考古資料の窃盗（英語版）、盗掘
- 考古資料取引（英語版）
- 発掘後の分析（英語版）

### ジャーナル・雑誌
- アンティクィティ（英語版）
- ジ・アーキアロジカル・ジャーナル（英語版）
- 考古学ジャーナル ‐ ニュー・サイエンス社の考古学雑誌

## 考古学の成果

### 世界の古代文明・先史文化
- 四大文明
  - 古代エジプト文明
    - エジプト神話

  - メソポタミア文明
  - インダス文明
  - 中国文明
    - 黄河文明
    - 長江文明
- メソアメリカ文明
  - オルメカ文明
  - テオティワカン
  - マヤ文明
  - トルテカ文明
  - アステカ王国
- アンデス文明
  - チャビン文化
  - モチェ文化
  - ナスカ文化
  - ティワナク文化
  - ワリ文化
  - チムー王国
  - インカ帝国（タワンティン・スウユ）

### 日本列島

#### 狭義の日本列島
- 旧石器時代
- 縄文時代
- 弥生時代
  - 邪馬台国
- 古墳時代
  - 前方後円墳
- 歴史時代

#### 広義の日本列島
- オホーツク文化
  - 大学合同考古学シンポジウム
- 沖縄県の歴史
  - グスク

### トピック
- 巨石文化（巨石記念物）
- 地層処分 - 考古学から得られた知見を逆方向に活用し、危険物質が埋設されている場所に関する情報を確実に遠未来に遺す方法が研究されている[12]。

## 文化財の保護と活用
- 学術調査と緊急調査
- 文化財保護法